# 姚雪彪
姚雪彪（1963年9月12日—），男，中国细胞生物学家，中国科学技术大学生命科学学院教授，长江学者特聘教授。

## 生平
1985年本科毕业于江西医学院。1995年毕业于美国加州大学伯克利分校，获分子生物学博士学位。毕业后在加州大学圣地亚哥分校从事博士后研究。
1998年2月，在威斯康辛大学麦迪逊分校生理系担任助理教授。1998年，他曾被指控在威斯康星大学麦迪逊分校蓄意破坏他人的实验样品，并遭开除。